# Okręg wyborczy nr 39 do Senatu Rzeczypospolitej Polskiej
Okręg wyborczy nr 39 do Senatu Rzeczypospolitej Polskiej obejmuje obszar powiatów ciechanowskiego, mławskiego, płońskiego, przasnyskiego i żuromińskiego (województwo mazowieckie). Wybierany jest w nim 1 senator na zasadzie większości względnej.
Utworzony został w 2011 na podstawie Kodeksu wyborczego. Po raz pierwszy zorganizowano w nim wybory 9 października 2011. Wcześniej obszar okręgu nr 39 należał do okręgu nr 15.
Siedzibą okręgowej komisji wyborczej jest Płock.

## Reprezentant okręgu
| Rok  | Rok                  | Senator       | Komitet wyborczy       |
| ---- | -------------------- | ------------- | ---------------------- |
|      | 2011                 | Jan Jackowski | Prawo i Sprawiedliwość |
| 2015 |                      | Jan Jackowski | Prawo i Sprawiedliwość |
| 2019 |                      | Jan Jackowski | Prawo i Sprawiedliwość |
| 2023 | Krzysztof Bieńkowski |               | Prawo i Sprawiedliwość |

## Wyniki wyborów
Symbolem „●” oznaczono senatora ubiegającego się o reelekcję.

### Wybory parlamentarne 2011
| Kandydat                                                                                      | Kandydat                   | Komitet wyborczy                           | Głosów | Głosów | Głosów |
| Kandydat                                                                                      | Kandydat                   | Komitet wyborczy                           | Liczba | %      | +/–    |
| --------------------------------------------------------------------------------------------- | -------------------------- | ------------------------------------------ | ------ | ------ | ------ |
|                                                                                               | Jan Jackowski              | Prawo i Sprawiedliwość                     | 33 421 | 30,96  | –      |
|                                                                                               | Henryk Antczak             | Polskie Stronnictwo Ludowe                 | 26 494 | 24,54  | –      |
|                                                                                               | Krzysztof Jakubowski       | Platforma Obywatelska RP                   | 23 336 | 21,62  | –      |
|                                                                                               | Serafina Ogończyk-Mąkowska | KWW Unia Prezydentów – Obywatele do Senatu | 10 340 | 9,58   | –      |
|                                                                                               | Wiesław Piotrowski         | KWW Wiesław Piotrowski Bezpartyjny         | 7 387  | 6,84   | –      |
|                                                                                               | Zdzisław Mierzejewski      | Polska Jest Najważniejsza                  | 4 630  | 4,29   | –      |
|                                                                                               | Jerzy Pękała               | Polska Partia Pracy – Sierpień 80          | 2 343  | 2,17   | –      |
| Frekwencja: 40,07% Liczba głosów ważnych: 107 951 (96,56%) Źródło: Państwowa Komisja Wyborcza |                            |                                            |        |        |        |

### Wybory parlamentarne 2015
| Kandydat                                                                                      | Kandydat            | Komitet wyborczy                             | Głosów | Głosów | Głosów |
| Kandydat                                                                                      | Kandydat            | Komitet wyborczy                             | Liczba | %      | +/–    |
| --------------------------------------------------------------------------------------------- | ------------------- | -------------------------------------------- | ------ | ------ | ------ |
|                                                                                               | Jan Jackowski ●     | Prawo i Sprawiedliwość                       | 56 216 | 49,67  | +18,71 |
|                                                                                               | Andrzej Kamasa      | Platforma Obywatelska RP                     | 24 484 | 21,63  | +0,01  |
|                                                                                               | Krzysztof Wachowicz | KKW Zjednoczona Lewica SLD+TR+PPS+UP+Zieloni | 15 453 | 13,65  | –      |
|                                                                                               | Andrzej Piechocki   | KWW Andrzeja Piechockiego                    | 10 960 | 9,68   | –      |
|                                                                                               | Robert Kożuchowski  | Narodowe Odrodzenie Polski                   | 6 074  | 5,37   | –      |
| Frekwencja: 42,55% Liczba głosów ważnych: 113 187 (95,95%) Źródło: Państwowa Komisja Wyborcza |                     |                                              |        |        |        |

### Wybory parlamentarne 2019
| Kandydat                                                                                      | Kandydat        | Komitet wyborczy                           | Głosów | Głosów | Głosów |
| Kandydat                                                                                      | Kandydat        | Komitet wyborczy                           | Liczba | %      | +/–    |
| --------------------------------------------------------------------------------------------- | --------------- | ------------------------------------------ | ------ | ------ | ------ |
|                                                                                               | Jan Jackowski ● | Prawo i Sprawiedliwość                     | 83 808 | 58,02  | +8,35  |
|                                                                                               | Andrzej Kamasa  | KKW Koalicja Obywatelska PO .N iPL Zieloni | 42 653 | 29,53  | +7,90  |
|                                                                                               | Piotr Mierzwa   | KWW Koalicja Bezpartyjni i Samorządowcy    | 17 997 | 12,46  | –      |
| Frekwencja: 54,84% Liczba głosów ważnych: 144 458 (97,60%) Źródło: Państwowa Komisja Wyborcza |                 |                                            |        |        |        |

### Wybory parlamentarne 2023
| Kandydat                                                                                      | Kandydat             | Komitet wyborczy                     | Głosów | Głosów | Głosów |
| Kandydat                                                                                      | Kandydat             | Komitet wyborczy                     | Liczba | %      | +/–    |
| --------------------------------------------------------------------------------------------- | -------------------- | ------------------------------------ | ------ | ------ | ------ |
|                                                                                               | Krzysztof Bieńkowski | Prawo i Sprawiedliwość               | 80 567 | 47,25  | –10,77 |
|                                                                                               | Jan Jackowski ●      | KWW Jana Marii Jackowskiego          | 71 404 | 41,88  | –      |
|                                                                                               | Gabriel Janowski     | Zjednoczenie Chrześcijańskich Rodzin | 18 539 | 10,87  | –      |
| Frekwencja: 69,63% Liczba głosów ważnych: 170 510 (95,35%) Źródło: Państwowa Komisja Wyborcza |                      |                                      |        |        |        |